# Циреге

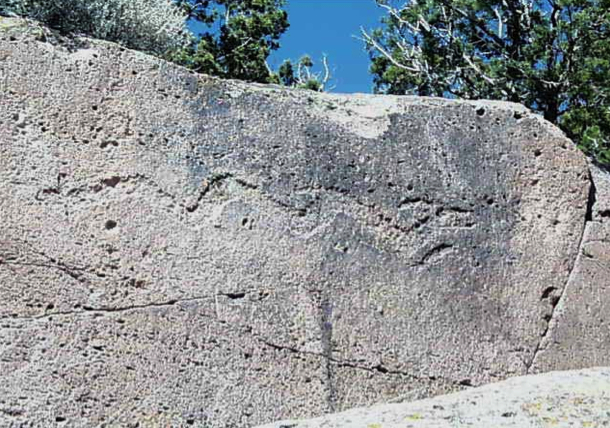
Наскальное изображение в Циреге: Аванью, рогатое водное змееподобное божество.

Циреге или Чиреге — археологический памятник культуры анасази (древних предков народности пуэбло). Располагается к северу от Пахарито-Роуд (Pajarito Road, дороги, ныне закрытой), примерно в 1,5 км к западу от поселения Уайт-Рок в штате Нью-Мексико на земле, ныне принадлежащей Лос-Аламосской национальной лаборатории. Состоит примерно из 800 комнат; был населён в период около 1325—1600 годов, то есть после миграции древних пуэбло на юг. Считается поселением предков современного пуэбло Сан-Ильдефонсо. Название Циреге на языке тева означает «место птицы». В состав памятника входят: длинная оборонительная стена, 10 кив, водохранилище, множество петроглифов. Туристов к памятнику допускают редко (в среднем 1 раз в 5 лет).